# Brennisteinsfjöll

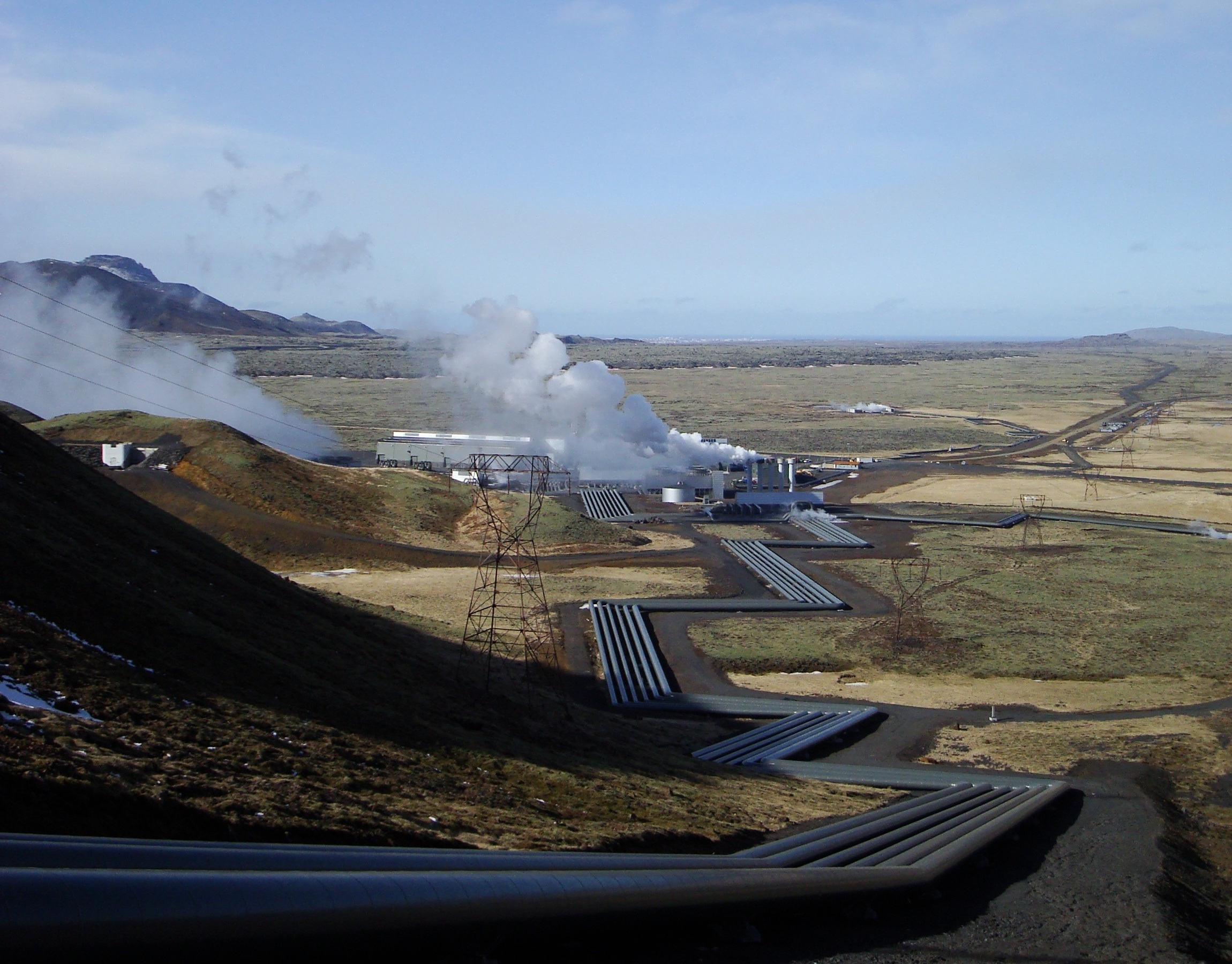
Brennisteinsfjöll links hinter dem Hellisheiðikraftwerk, das mit einigen Bohrlöchern deren Energie nutzt

Das Vulkansystem der Brennisteinsfjöll („Schwefelberge“), zu dem auch der gleichnamige Gebirgszug gehört, liegt in Island. Es befindet sich im Südwesten der Insel etwa 20 km entfernt von der Hauptstadt Reykjavík auf der Hochebene Hellisheiði und südwestlich des Hengill-Vulkansystems, an das es angrenzt.

## Lage
Die Brennisteinsfjöll befinden sich ca. 20–40 km südöstlich von Reykjavík an der Grenze zwischen den Landkreisen Gullbringasýsla im Westen und Árnessýsla im Osten.

## Brennisteinsfjöll-Vulkansystem

### Abgrenzung: Bergmassiv und Vulkansystem
Es ist nötig den von SW nach NO auf der Ostseite des Sees Kleifarvatn verlaufenden Gebirgszug der Brennisteinsfjöll vom gleichnamigen Vulkansystem zu unterscheiden.
Das gleichnamige Bergmassiv befindet sich auf dem Gemeindegebiet von Grindavíkurbær und zum kleinen Teil in der Gemeinde Ölfus; es ist kürzer als das einer Spalte folgende aktive Vulkansystem, das auch den Gebirgszug der Bláfjöll (auf dem Gemeindegebiet von Reykjavíkurborg, Kópavogur und Ölfus) noch mit beinhaltet.
Das Vulkansystem gehört zur Westlichen Vulkanzone Islands (West Volcanic Zone). Es ist wie die meisten heute auf Island aktiven Vulkansysteme länglich und in SW-NO-Richtung ausgelegt.
Das Vulkansystem erstreckt sich vom Ostufer des Sees Kleifarvatn etwa bis zur Ringstraße auf der Hellisheiði, etwas westlich davon jedoch noch weiter parallel zum Hengill-System bis auf die Mosfellsheiði. In Höhe des Kraftwerks bildet die Ringstraße die Grenze zwischen diesem und dem angrenzenden System des Hengill. Der Tafelvulkan Vífilsfell westlich des Hringvegur gehört dabei noch zum System der Brennisteinsfjöll, wohingegen der Berg Reykjafell mit dem alten Skihotel auf der Ostseite des Hringvegur zum Hengill-System gehört.

### Grundlegende Charakteristika
Das Brennisteinsfjöll-System verfügt über keinen eigentlichen Zentralvulkan und hat – soweit bekannt – keine felsischen, sondern nur mafische Magmen produziert. Unterschiedlich zusammengesetzte Basaltgesteine sind also typisch. Bei den auf dem Gebiet des Vulkansystems zu findenden magmatischen Gesteinen handelt es sich vor allem um Hyaloklastite und Laven aus Zwischeneiszeiten, die teilweise von neuzeitlichen Laven bedeckt sind.
Da es hier um einen auf Reykjanesskagi liegenden Teil des Mittelatlantischen Rückens geht, eine plattentektonisch aktive Zone, findet man auch tektonisch bedingte Erdbeben und Erdbebenschwärme. Eine bekannte tektonische Falte verläuft z. B. in NS-Richtung vom Stóra-Kongsfell nach Süden und westlich des Schildvulkans Heiðin há. Dort stellte man z. B. Ende August 2012 eine neuerliche Erdbebenserie fest, die mit einem stärkeren Erdbeben Magn. 4,6 begann.
Als aktive Mitte des Systems, wenn auch noch nicht als richtig ausgebildeter Zentralvulkan, gilt der Schildvulkan Heiðin há, an dessen westlicher Seite sich auch ein Hochtemperaturgebiet befindet.

### Arten von Vulkanen
Die ältesten festgestellten Arten von Vulkanen im System der Brennisteinsfjöll sind Tuyas und Hyaloklastitrücken bzw. -kegel aus der Eiszeit.
Die vorkommenden zwischen- bzw. nacheiszeitlichen Vulkane umfassen Schildvulkane, Vulkanspalten und Kraterreihen.

### Eruptionsgeschichte
Insgesamt hat man Spuren von etwa 20–30 Ausbruchsserien im Vulkansystem feststellen können, wovon ca. 10 nach der Besiedelung Islands stattfanden.
Lavaströme sind von hier zuletzt im ausgehenden Mittelalter – genauer im 14. Jahrhundert – zum Meer geflossen und haben an den steilen Hängen ähnlich wie auf Snæfellsnes Lavafälle gebildet, die in erhärtetem Zustand erhalten sind.
Bekannte Eruptionen beginnen vor ca. 7000 Jahren mit einer Eruption am zum Brennisteinsfjöll-Vulkansystem zählenden Schildvulkan Heiðin há. Es handelt sich um einen Ausbruch, der aus dem Hauptkrater, aber auch aus Spalten erfolgte und Lavaströme produzierte. Auch ein Lavasee entstand. Das Volumen der Eruption betrug 980 Mill. m³.
Vor etwa 4600 Jahren erfolgte ein Eruption in dem zum System gehörenden Schildvulkan Leitin, wobei es sich um eine effusive Eruption handelte, die 300 Mill. m³ an Laven hervorbrachte. Diese Eruption ist vor allem deswegen bekannt, weil ihre Laven heutiges Stadtgebiet von Reykjavík durchquerten, bis sie sich in der ebenfalls im Stadtgebiet liegenden Bucht Elliðavogur ins Meer (Faxaflói) ergossen. Die Eruption bildete auch die Pseudokratergruppen der Rauðhólar.
Der Schlackenkrater Eldborg í Bláfjöllum entstand vor etwa 3040 Jahren. Die Spalteneruption produzierte etwa 70 Mill. m³ an Laven.
Auch bei der Eruption der Kratergruppe Tvíbollar zur Zeit der Landnahme von Island um ca. 875 n. Chr., handelte es sich um ein Spalteneruption (37 Mill. m³).
Weitere Eruptionen fanden in den Jahren 910 (Vulkan Kista, Lavafeld Breiðdalshraun).
Um 960 produzierte die Kraterreihe Tvíbollar das Pahoehoe-Lavafeld Hellnarhraun bei Hafnarfjörður.
Im Jahre 1000 schließlich entstand bei einem weiteren Ausbruch aus zwei kleinen Kratern im Tal südlich des Vífilsfell das Lavafeld Svínahraun, über das beim Kraftwerk Hellisheiðarvirkjun der Hringvegur verläuft und das auch Kristnitökuhraun (= das Lavafeld der Annahme des Christentums) genannt wird, weil ein Bote über seine Entstehung beim Parlament in Þingvellir berichtete, als man gerade dabei war, über die allgemeine Annahme des Christentums durch die Bevölkerung zu verhandeln.
Die letzten im Brennisteinsfjöll-System entstandenen Lavafelder datieren von 1200 und 1341. Wobei letzteres, das Selvogshraun, überhaupt die bisher letzten Vulkanausbrüche vor den Ausbrüchen am Fagradalsfjall seit 2021 auf der Halbinsel Reykjanes verkörpert. Allerdings halten H. Torfason, e.a., die Laven des Selvogshraun für älter (vor 1226 entstanden, da von bekannter Aschenlage von 1226 bedeckt).
Der Ausbruch von 1341 mit hohen Schwefelemissionen in die obere Atmosphäre ist eine mögliche Ursache für das Magdalenenhochwasser 1342 und folgende Pestjahre bis 1346 in Mitteleuropa.
Eine weitere bekannte Gruppe von Kratern bzw. Hyaloklastitkuppen bilden die Þríhnúkagígar in den eigentlichen Brennisteinsfjöll westlich des Bláfjöll-Skigebietes. Bei einem der Krater, dem Þríhnúkagígur, ist der Magmaschlot heutzutage zugänglich.

### Nutzung des Vulkansystems
Brennisteinn ist das isländische Wort für Schwefel. Im 19. Jahrhundert bestand in den Brennisteinsfjöll eine Schwefelmine, die von Engländern geleitet wurde. Gegen 1880 wurde sie jedoch wieder aufgegeben, weil sich die Ausbeutung nicht mehr rentierte.
Heute sind die Bláfjöll, ein weiterer vulkanischer Gebirgszug, die einen Teil desselben Vulkansystems bilden, ein bekanntes Skigebiet. Das ganze Gebiet befindet sich teilweise innerhalb von vier verschiedenen Naturschutzgebieten und wird zum Wandern genützt. Z.B. dient ein alter Verbindungsweg, die Selvogsgata diesem Zweck.

### Hochtemperaturgebiet
Ein Hochtemperaturgebiet liegt auf Höhen zwischen 420 und 450 m am Fuße des Kistufell und der Heiðin há mit entsprechenden Schwefelausfällungen, daher der Name des Vulkansystems (dt. Schwefelberge).

## Der See Ástjörn
20 m ü. M. liegt der kleine See Ástjörn (5 ha) auf dem Gebiet der Stadt Hafnarfjörður.
Er bildete sich vor ca. 3.000 Jahren, als Pahoehoe-Laven westlich des Berges Ásfjall von den Brennisteinsfjöll zum Meer strömten und den Abfluss aufstauten. Das Lavafeld namens Skúlatúnshraun erstreckt sich zwischen der Stadt Hafnarfjörður und dem Aluminiumwerk in Straumsvík. Der Teich veränderte sich durch den Einfluss weiterer dünnflüssiger Laven während einer Ausbruchsserie in den Brennisteinsfjöll um das Jahr 950.
Wie die meisten Seen auf der Halbinsel Reykjanesskagi hat er keinen Abfluss, sondern passt sich dem jeweiligen Grundwasserspiegel an.